# Oradour-sur-Glane
Oradour-sur-Glane (okcitán nyelven Orador de Glana) francia település Haute-Vienne megyében, Limousin régióban. Neve összeforrt a második világháború rémségeivel, és Auschwitz mellett a náci barbárság egyik újabb szimbóluma lett.
Oradour helység neve a latin oratoriom szóból származik, jelezve, hogy már a római időkben is volt itt egy imahely, oltárral, ahol az utak mentén, gyakran útkereszteződések közelében eltemetett halottakért lehetett fohászkodni.
A II. világháború után épített jelenlegi kisváros távolabb helyezkedik el a régebbi falu romjaitól, ahol 1944. június 10-én a Waffen-SS alegységei tömegmészárlást hajtottak végre.

## Események
A rémtett elkövetői a „Das Reich” SS páncéloshadosztály részét képező, 4. (Der Führer) páncélgránátos ezred 1. zászlóalj 3. századába tartoztak. Ennek az ezrednek állományából került ki Hitler személyi testőrsége.
1944. június 9-én – a normandiai partraszállást követő harmadik napon – a hadosztály Tulle városában állomásozott, ahol a francia ellenállás támadást hajtott végre a parancsnokság ellen. A partizánakciót követően 99 személyt akasztottak fel a városban, majd az SS előkészített egy vérengzést is a maquisard-ok tevékenységi körzetébe tartozó egyik helységben. Oradour kívül esett ezen a körzeten, azonban a németek tévedése végzetes lett a község lakói számára.
1944. június 10-én a németek Oradour-sur-Glane-ba érkezése után a kisbíró végigjárta az utcákat, hogy felolvassa a parancsot, melynek értelmében kivétel nélkül mindenkinek, férfiaknak, nőknek és gyerekeknek, a személyazonosságukat igazoló okmányokkal együtt azonnal a vásártérre kell mennie.
A katonák házról házra haladva kinyittatták az ajtókat és – szavaiknak fegyvereikkel adva nyomatékot – kényszerítették még a betegeket is, hogy a gyülekezési helyre menjenek. Az SS fegyveresei kíséretében, egyesével vagy csoportosan a lakosság lassan összeterelődött a vásártéren. A németek nem elégedtek meg csupán a község lakosságának összegyűjtésével, a szomszédos tanyák lakosaiért is elmentek. A parasztoknak ott kellett hagyniuk földjeiket, közülük többeket megvertek.
A németek két csoportra osztották az egybegyűlteket: egyik oldalra küldték az asszonyokat és a gyerekeket, a másikra a férfiakat.

### A férfiak lemészárlása
A férfiakat öt különböző pajtába terelték, ahol legéppuskázták őket, majd a holttesteket rőzsével és szalmával borították be, melyet meggyújtottak. A néhány megmenekült tanú két dologra hívta fel a figyelmet: a katonák alacsonyan tüzeltek, elsősorban áldozataik lábára célozva, majd a tüzet a még élő emberekre gyújtották rá. Az egyik túlélő elmondása szerint többen még beszéltek, a kisebb sérüléseket szenvedettek közül páran el is tudtak bújni, a súlyosabb sebesültek azonban minden bizonnyal élve elégtek.

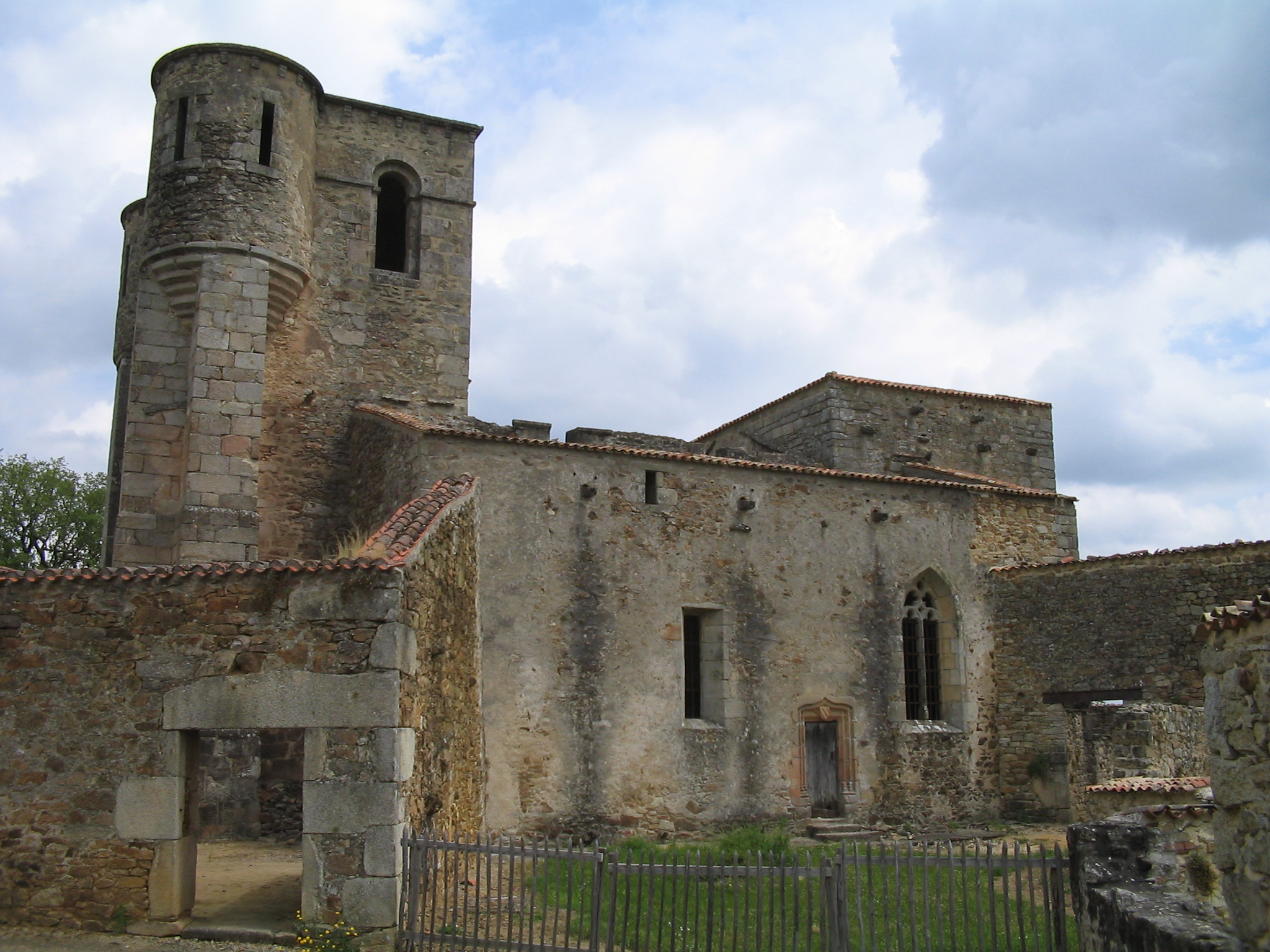
Oradour-sur-Glane

### A nők lemészárlása
A nőket, elsősorban családos anyákat és iskoláskorú gyermekeiket, a község templomába zárták. A katonák a templom főhajójába, közel az oltárhoz elhelyeztek egy nagy ládát, melyből zsinórok lógtak ki. A zsinórokat meggyújtották, a tűz gyorsan elérte a ládát, amelyet erős robbanás vetett szét, és amelyből vastag, fojtó füst tört elő.
A menekülni próbálókra a katonák tüzet nyitottak, majd a földre rogyott testekre szalmát, rőzsét és székeket dobáltak és meggyújtották. Egyetlen nő élte túl a vérfürdőt: Marguerite Rouffanche asszony, aki a végzetes napon elvesztette férjét, fiát, két lányát és a hét hónapos unokáját. Az ő tanúvallomásából lehet tudni, mi is történt valójában.
A szentélyen három ablak volt. A robbanás után Rouffanche asszony a középső, legnagyobbik felé sietett és a gyertyák meggyújtására használt létra segítségével sikerült felkapaszkodnia. Mivel az üvegablak kitört, sikerült kipréselnie magát a nyíláson, s három méter magasból a templom tövébe esett. Megsérült, de még át tudott kúszni a szomszédos kertbe, ahol a borsósorok között bújt meg – csak másnap 17 óra körül találtak rá.

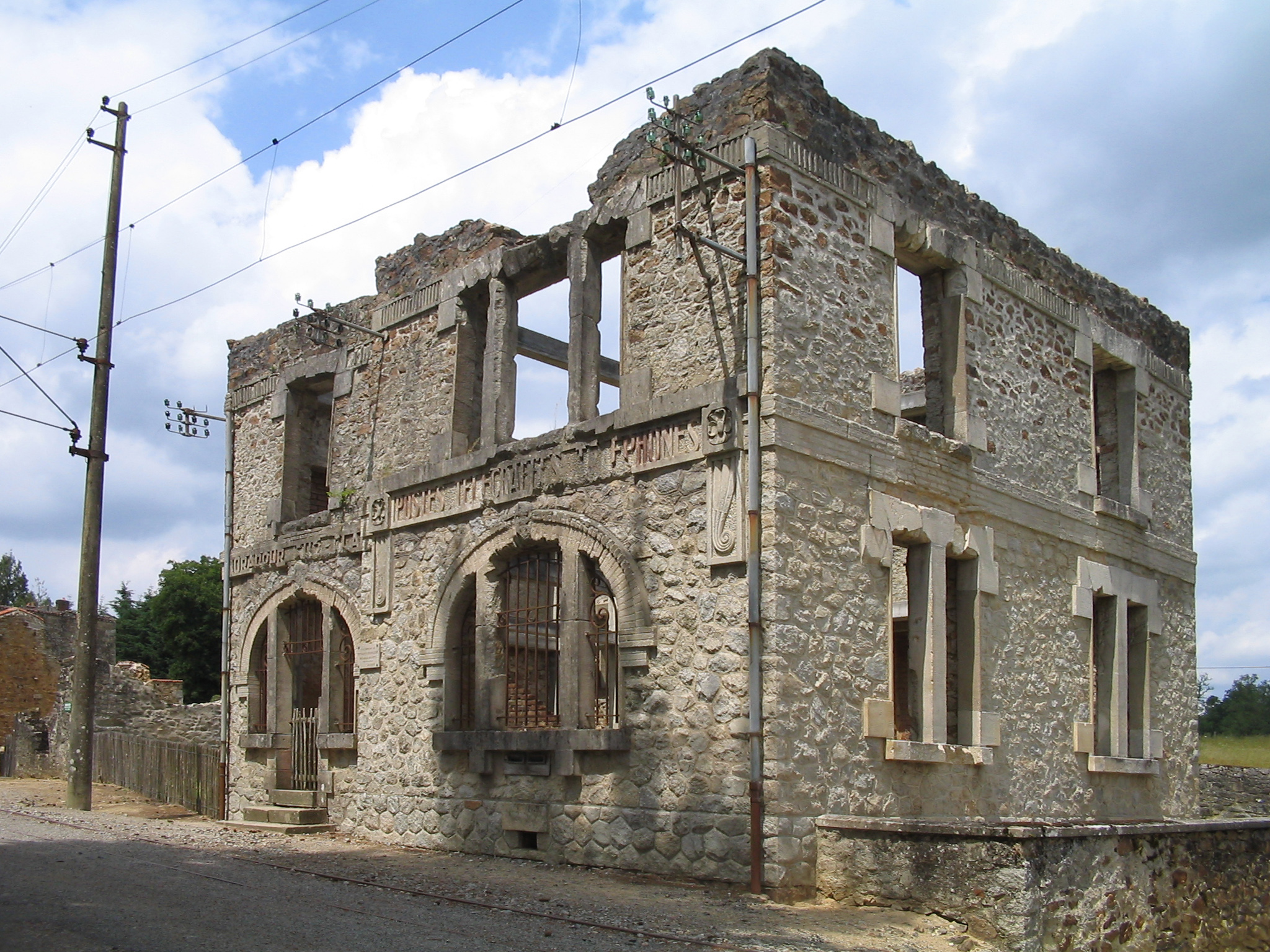
A hajdani postahivatal

### További mészárlások
Az SS katonák ismét végigjárták a település házait, és azokat, akik az első körben kimaradtak – főleg a magatehetetlen időseket és fekvő betegeket –, agyonlőtték, majd az épületeket felgyújtották. Ezért volt az, hogy a vérengzés után segítségül érkező csoportok a különféle lakóépületekben idősek elégett tetemeit találták.
A francia ellenállás egyik harcosa, aki a mészárlást követő napokban kereste fel Oradourt, elmondta, hogy a helyi pék kemencéjéből öt elszenesedett holttestet emeltek ki: a péket, a feleségét és három gyermeküket.
Később, az egyik farm kútjában több holttestet találtak. A tetemek annyira bomlásnak indultak, hogy nem lehetett kiemelni és azonosítani őket, ezért a tetemeket otthagyták. Így ma már azt sem lehet tudni, hogy lelőtték-e őket vagy élve kerültek-e a kútba, mint azt egyesek tudni vélik.
Összességében 642 embert – 190 férfit, 245 nőt és 207 gyermeket – mészároltak le ezen a napon, amikor a közöny és a barbárság a tetőfokára hágott. Csupán hat ember – öt férfi és egy nő – élte túl a vérengzést.

## A német elnyomás gyakorlata
A nácik a francia ellenállást, amely a gerilla harcmodort követte, terrorista szervezetnek tartották, a partizánokat pedig terroristáknak. Nagy nehézségekbe ütközött egy olyan arctalan ellenség ellen harcolni, mely képes volt gyors támadást intézni a megszálló erők ellen, majd eltűnni a civil közegben. A nem harcoló, polgári személyek elleni megtorlás abból az elgondolásból indult ki, hogy „totális” háború folyik, amelynek során a polgári lakosságnak vállalnia kell annak következményeit, hogy támogatja az ellenállást. A németek elképzelése szerint jogukban állt oly módon is megvédeniük katonáinak életét, hogy likvidálják a „terroristákat” és brutálisan megsemmisítik a feltételezett szimpatizánsokat.
Az oradouri mészárlás tehát részét képezte e terroristaellenes átfogó politikának, amelyet azért hirdettek meg, hogy megtörjék a francia ellenállás segítőit, és a félelem elhintésével érjék el a lakosság együttműködését. Ez a kegyetlen logika található meg egy sor ismertté vált tömegmészárlás hátterében: Oradour mellett a francia Ascq, a szovjet (ma ukrán) Korteliszi, a cseh Lidice, a szerb Kragujevac, illetve az olasz Sant'Anna di Stazzema és Marzabotto falvakban.

## A háború utáni események

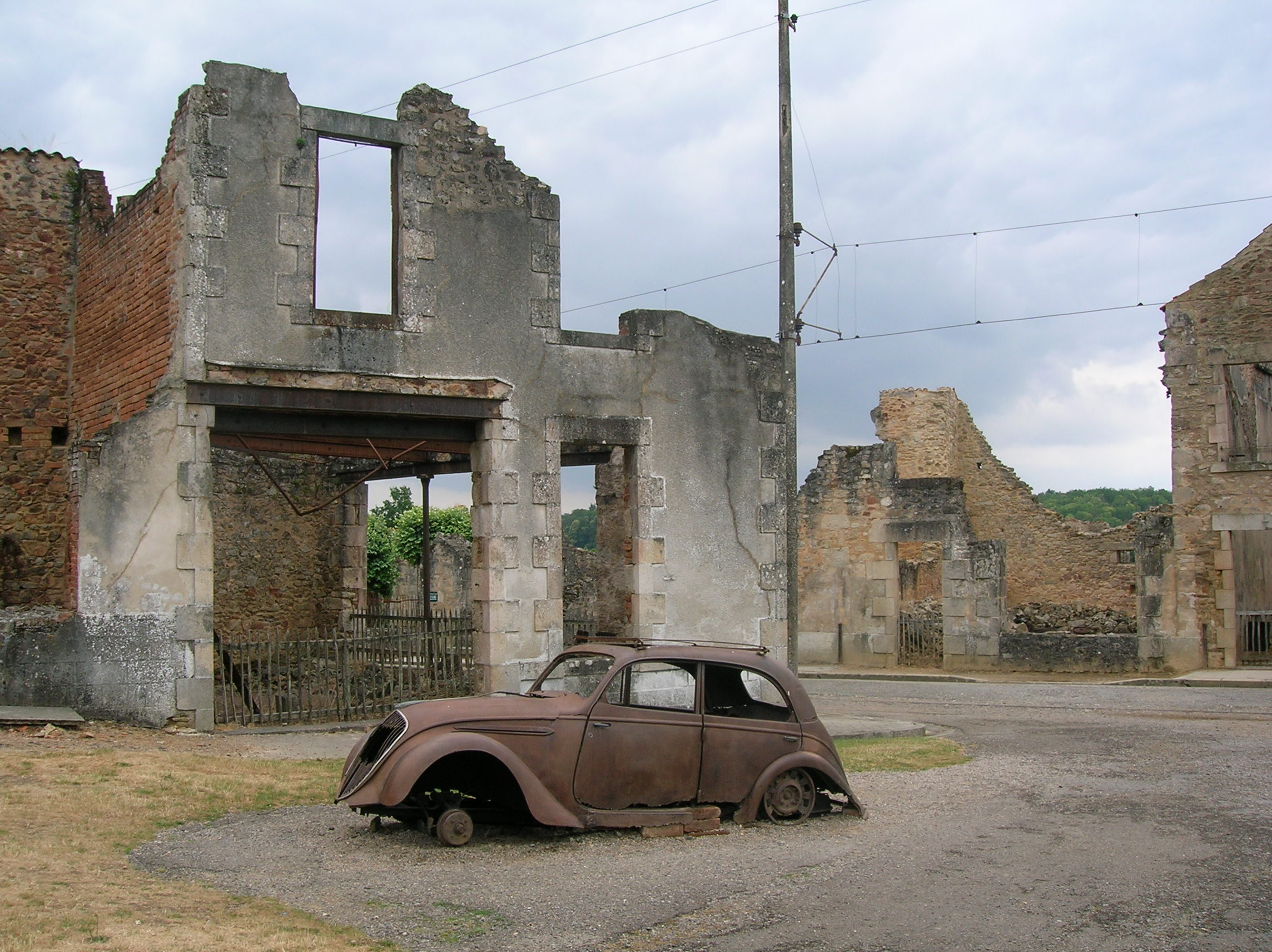

A túlélők és őket támogatók nyolc éven át követelték, hogy a bűnösök nyerjék el büntetésüket, és az áldozatokért álljanak bosszút. Az oradouri mészárlásban részt vett 207 SS katona közül végül is 21 főt tudtak bíróság elé állítani. Perük 1953 januárjában kezdődött meg a bordeaux-i katonai bíróságon. A bírák 1953. február 12-én hirdettek ítéletet:
- a legmagasabb rendfokozatú német katonát halálra ítélték,
- egy német katonát, aki bizonyítani tudta, hogy június 10-én nem volt Oradourban, szabadlábra helyeztek,
- négy másik németet tíz és tizenkét év közötti kényszermunkára ítéltek,
- a csoport egyik elzászi származású katonáját halálbüntetéssel sújtották,
- kilenc másik elzászit öt és nyolc év közötti kényszermunkára ítéltek,
- négy elzászi pedig öt és nyolc év közötti börtönben letöltendő szabadságvesztést kapott.

Elzász lakossága felháborodott a „malgré-nous”-kra (az SS-be kényszersorozottakra) kiszabott ítéleteken, különösen a halálbüntetésen, mivel szerintük ezek a katonák kénytelenek voltak végrehajtani német feletteseik parancsait. A halálos ítéleteket végül nem hajtották végre, hanem életfogytig tartó szabadságvesztésre módosították. A további tizenhárom elzászi a francia nemzetgyűléstől amnesztiában részesült. A bordeaux-i per rámutatott arra, hogy az elzásziak úgy érzik: a francia lakosság nem érti meg őket. Az elzásziak szerepe az Oradour-sur-Glane-i tragédiában sok francia számára még ma sem elfogadható.
Ami az áldozatok családjait – és általában Limousin régióbelieket – illeti, botrányosan enyhének találták az ítéleteket: számukra csak a halálbüntetés lett volna elfogadható mindenki részére, aki a mészárlásban részt vett. Az amnesztia megadása pedig csak olaj volt a tűzre.
Válaszképpen Oradour azt kérte, hogy a helységet nyilvánítsák emlékhellyé, továbbá:
- a Mártír Családok Országos Szövetsége (ANFM) úgy döntött, hogy visszaküldik az 1947-ben Oradour-nak adományozott Hadikeresztet, valamint az 1949-ben a szövetségnek adományozott Becsületrendet;
- megtagadta, hogy a mártírok hamvait átszállítsák az állam által épített kriptába;
- nem engedték meg az állam képviselőinek részvételét az emlékünnepségeken (kivéve De Gaulle tábornokét 1962-ben);
- a romos település bejáratánál táblát helyeztek el azoknak a képviselőknek a nevével, akik az amnesztiára szavaztak.

## Emlékhely
A háború után De Gaulle tábornok úgy döntött, hogy sohasem építik újjá a települést, amely így Franciaország náci megszállásának fájdalmas emlékhelye lett. A házak üszkös maradványait mementóként úgy hagyták, ahogy a rémségekkel teli nap végén maradtak. Még a templom idomtalan fémtömeggé olvadt harangja is ott található a szentély romjai között.
1999-ben a települést „mártír faluvá” nyilvánították. Ekkor nyitották meg a romos és az új településrész között azt az Emlékközpontot, amelyben állandó kiállítás mutatja be a történteket. Ugyancsak a központ szervezi a mártír falu megtekintését.
Az Emlékközpont elgondolkozásra késztet, hogy soha többé ne történhessen mészárlás a világban, és megkísérelje örökre fenntartani az emlékezés nagyon fontos érzését.
2013. szeptember elején Joachim Gauck német államfő François Hollande francia elnök kíséretében az egykori mészárlás helyszínére látogatott és a templom romjainál megemlékezett az áldozatokról. „Gauck "minden német nevében" köszönetet mondott a franciáknak, akik a második világháború szörnyűségei ellenére "a megbékélés szellemében" fordultak Németország felé.”

## Orador-sur-Glane ma
Az új település központját 1944 júliusában a közeli dombon jelölték ki, ahol 1953-ra épült fel a jelenlegi kisváros.

## Demográfia
| 1806                                                  | 1820 | 1876 | 1901 | 1911 | 1921 | 1936 | 1946 | 1954 | 1962 | 1968 | 1975 | 1982 | 1990 | 1999 | 2008* |
| ----------------------------------------------------- | ---- | ---- | ---- | ---- | ---- | ---- | ---- | ---- | ---- | ---- | ---- | ---- | ---- | ---- | ----- |
| 1222                                                  | 1585 | 1903 | 1966 | 2019 | 1789 | 1574 | 1145 | 1450 | 1540 | 1671 | 1759 | 1941 | 1998 | 2025 |       |
| 1962-től a kettős számlálás kizárásával               |      |      |      |      |      |      |      |      |      |      |      |      |      |      |       |
| * Éves felmérés (az összeírás számlálásának új módja) |      |      |      |      |      |      |      |      |      |      |      |      |      |      |       |

## Galéria

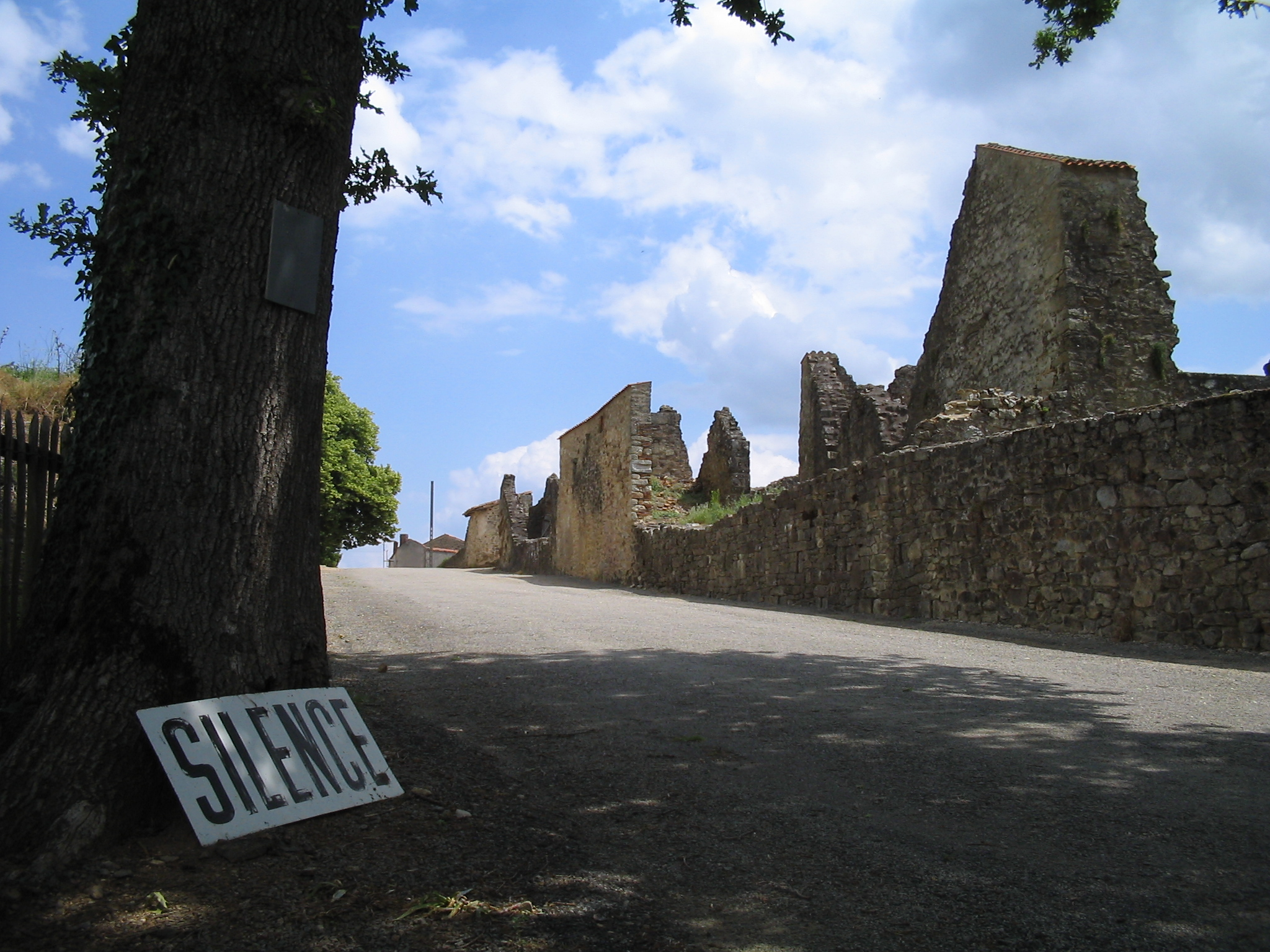
Oradour-sur-Glane bejárata
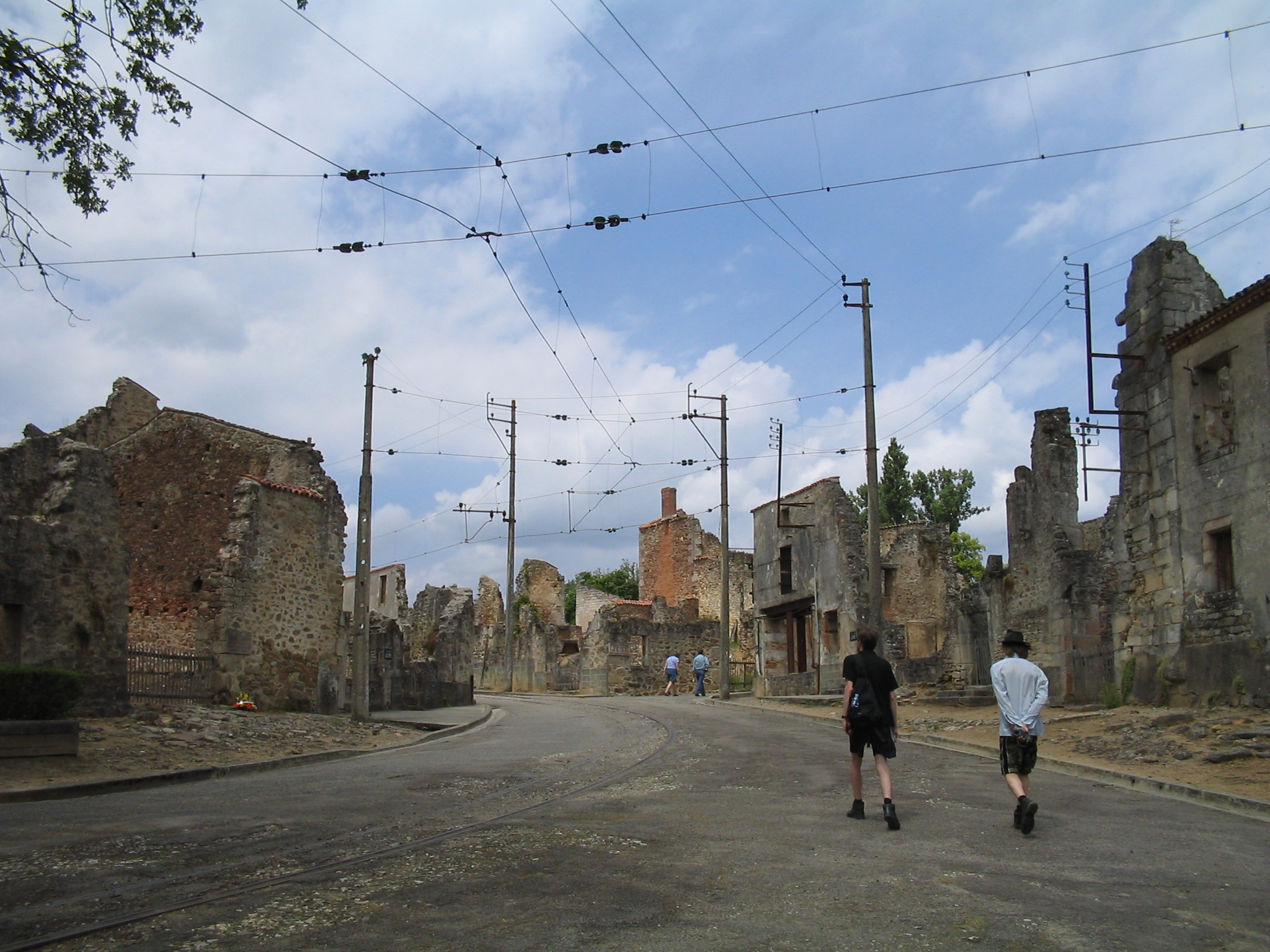
Oradour-sur-Glane főutcája
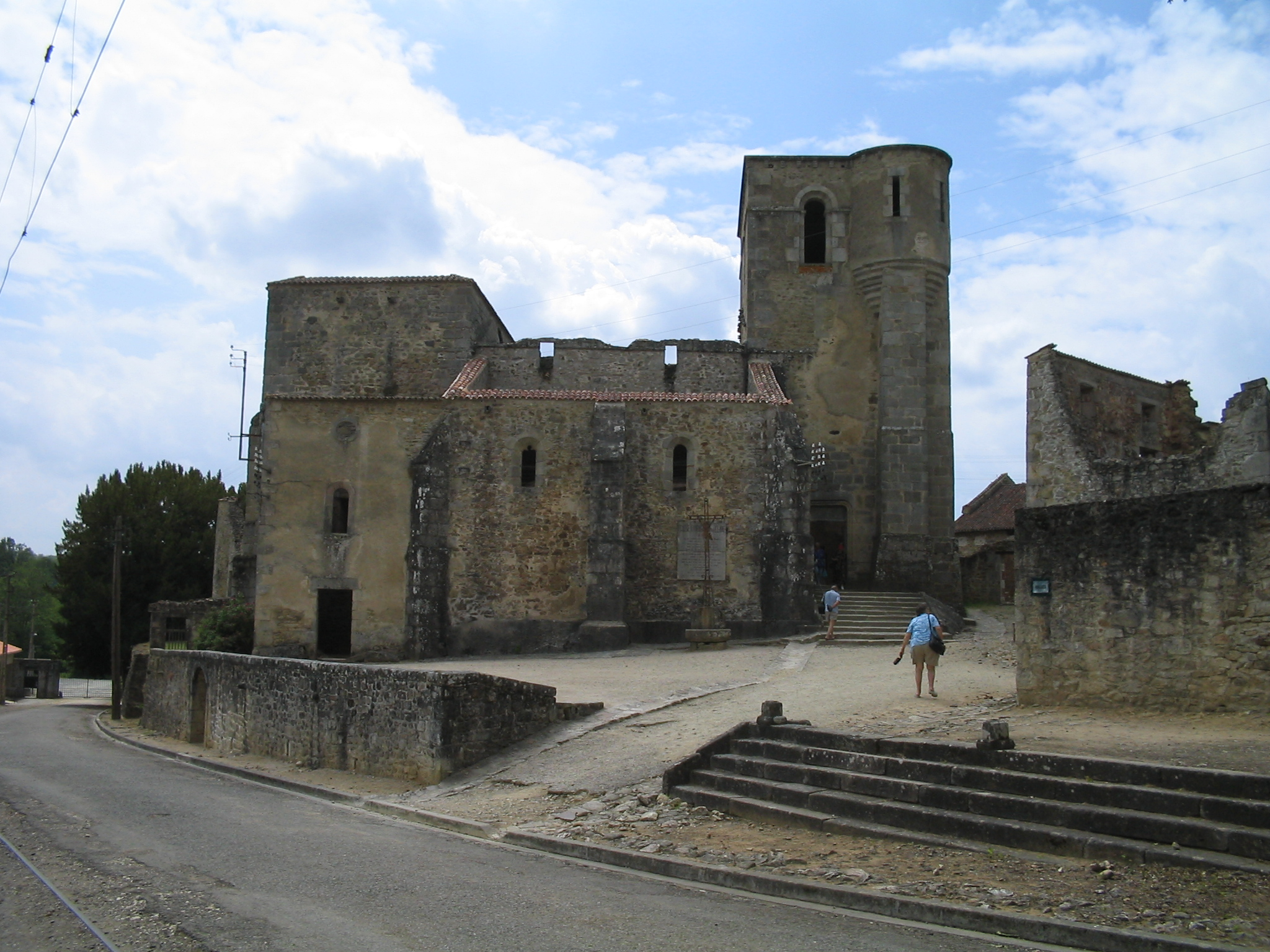
Ez volt az a templom, ahol a nőket és gyerekeket elégették
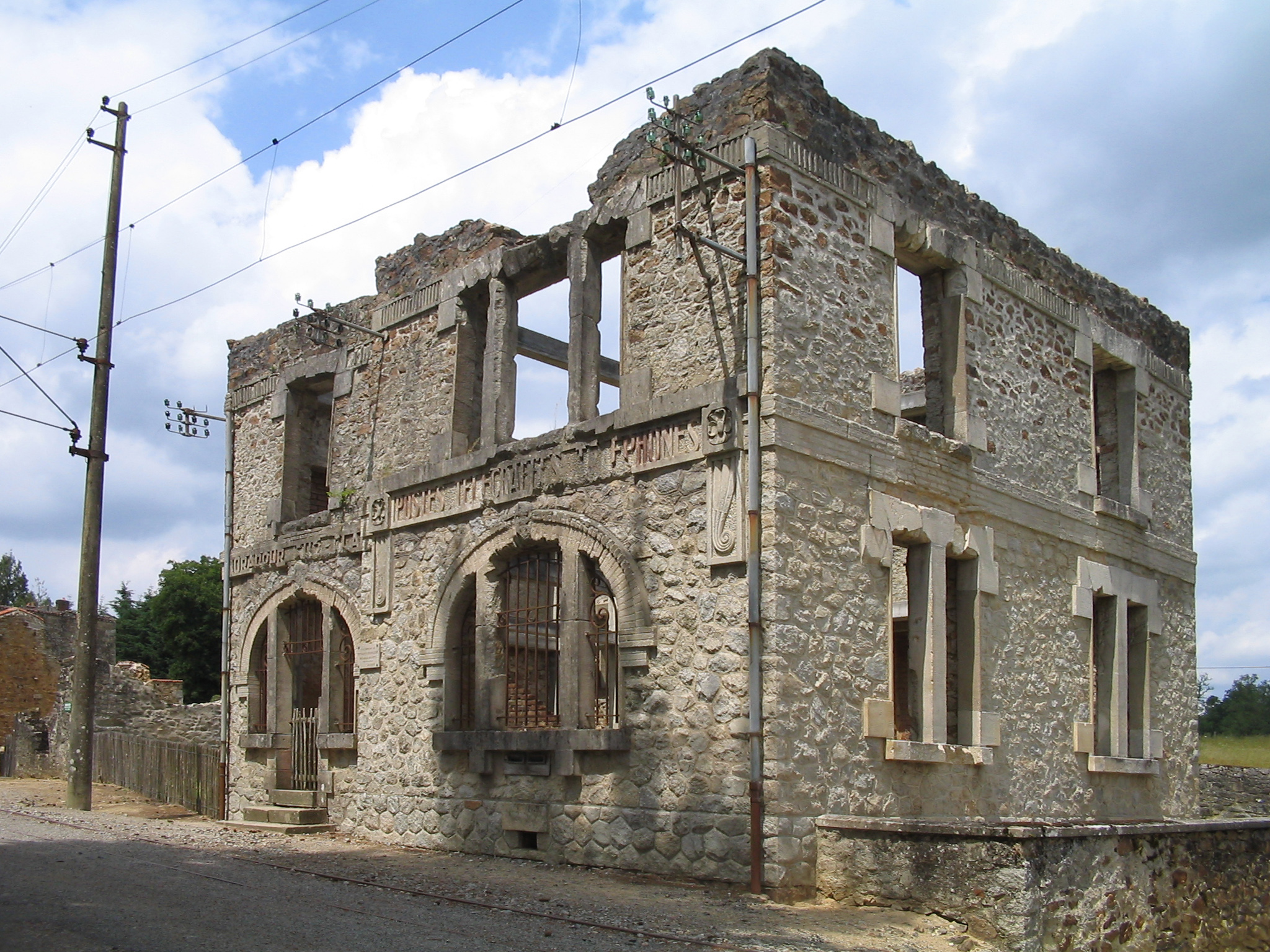
A postahivatal
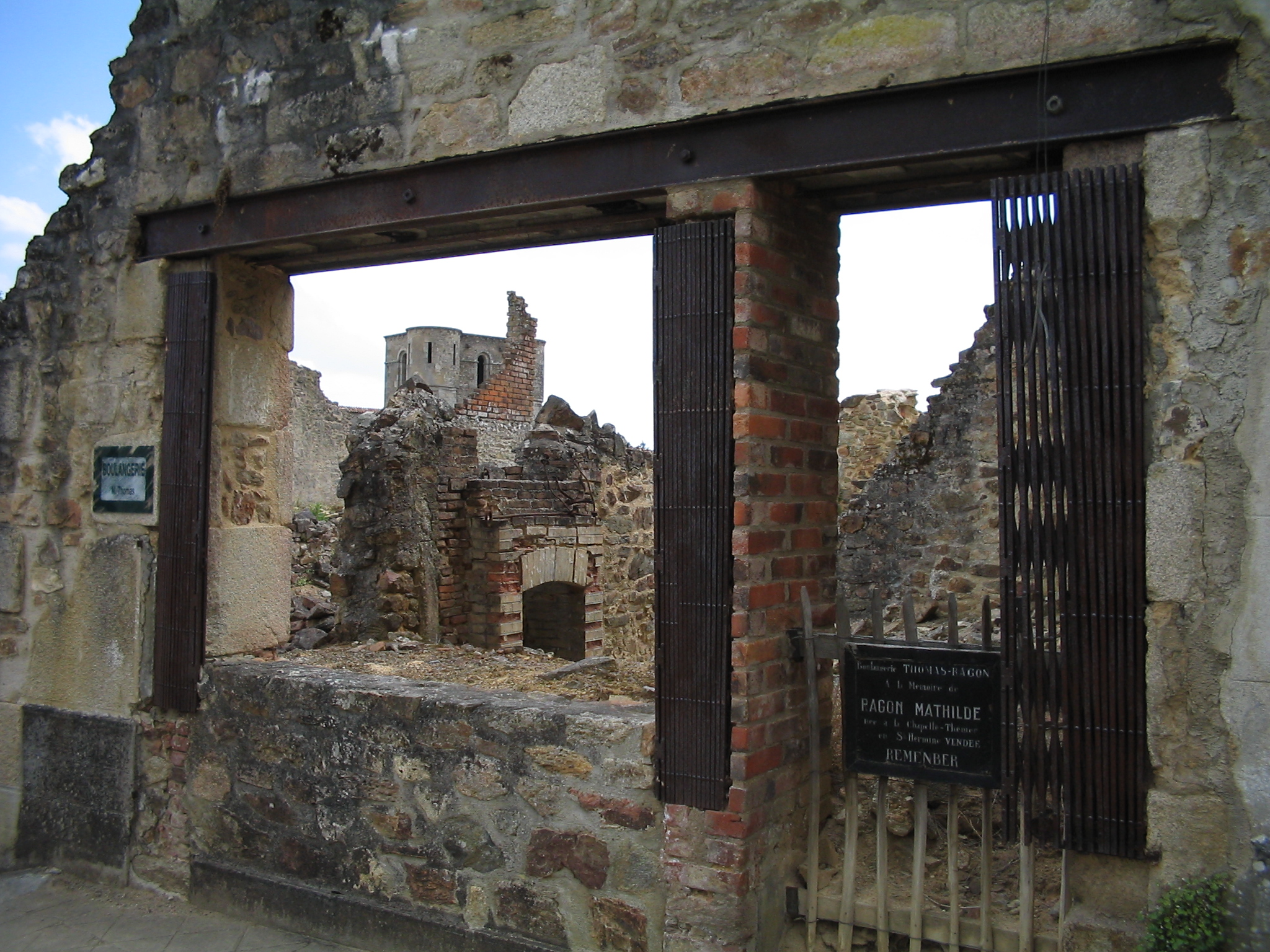
A pékség
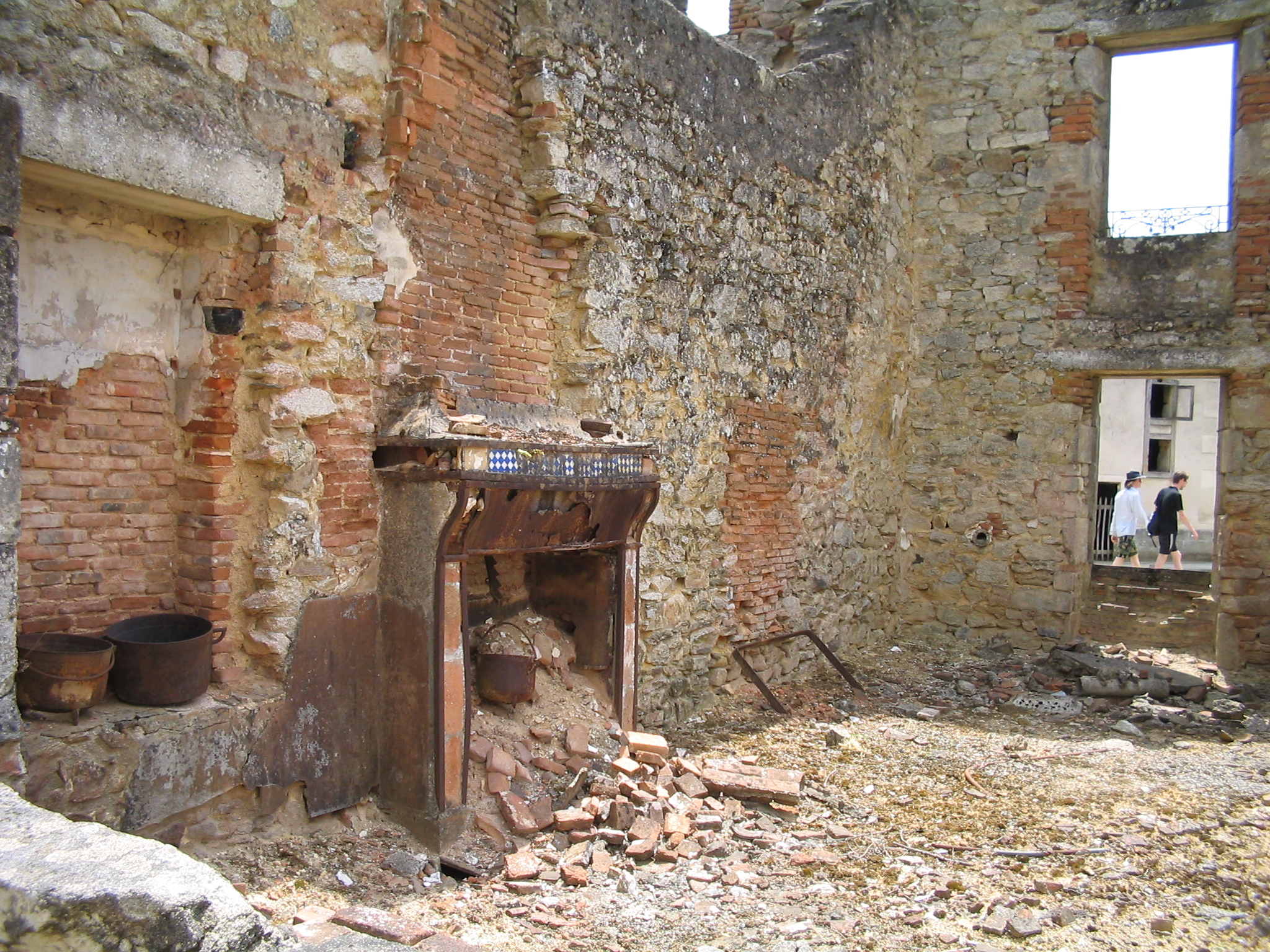
Tűzhely és edények
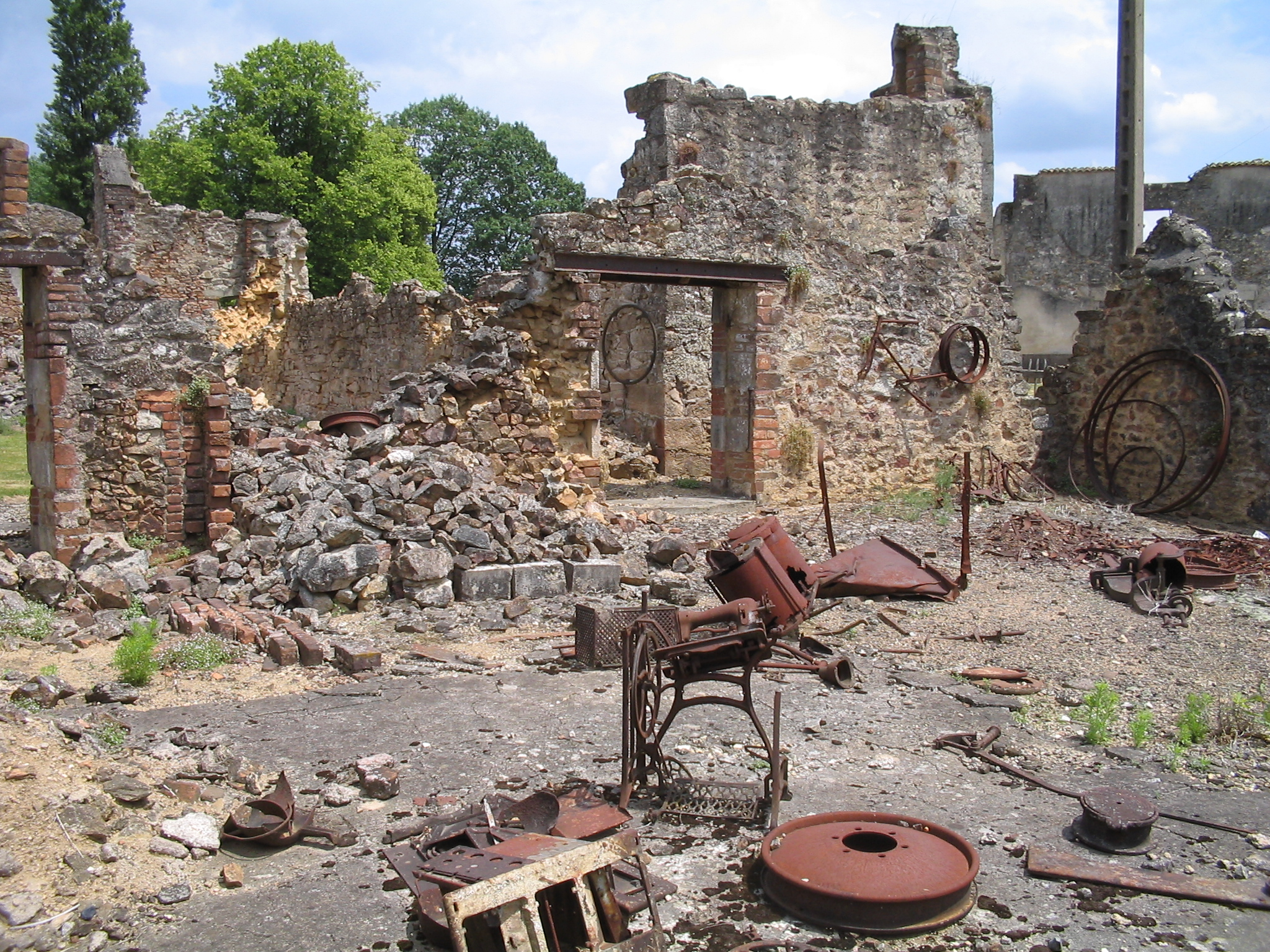
Gépek, kerékpárok, varrógépek stb. Oradour-sur-Glane-ban
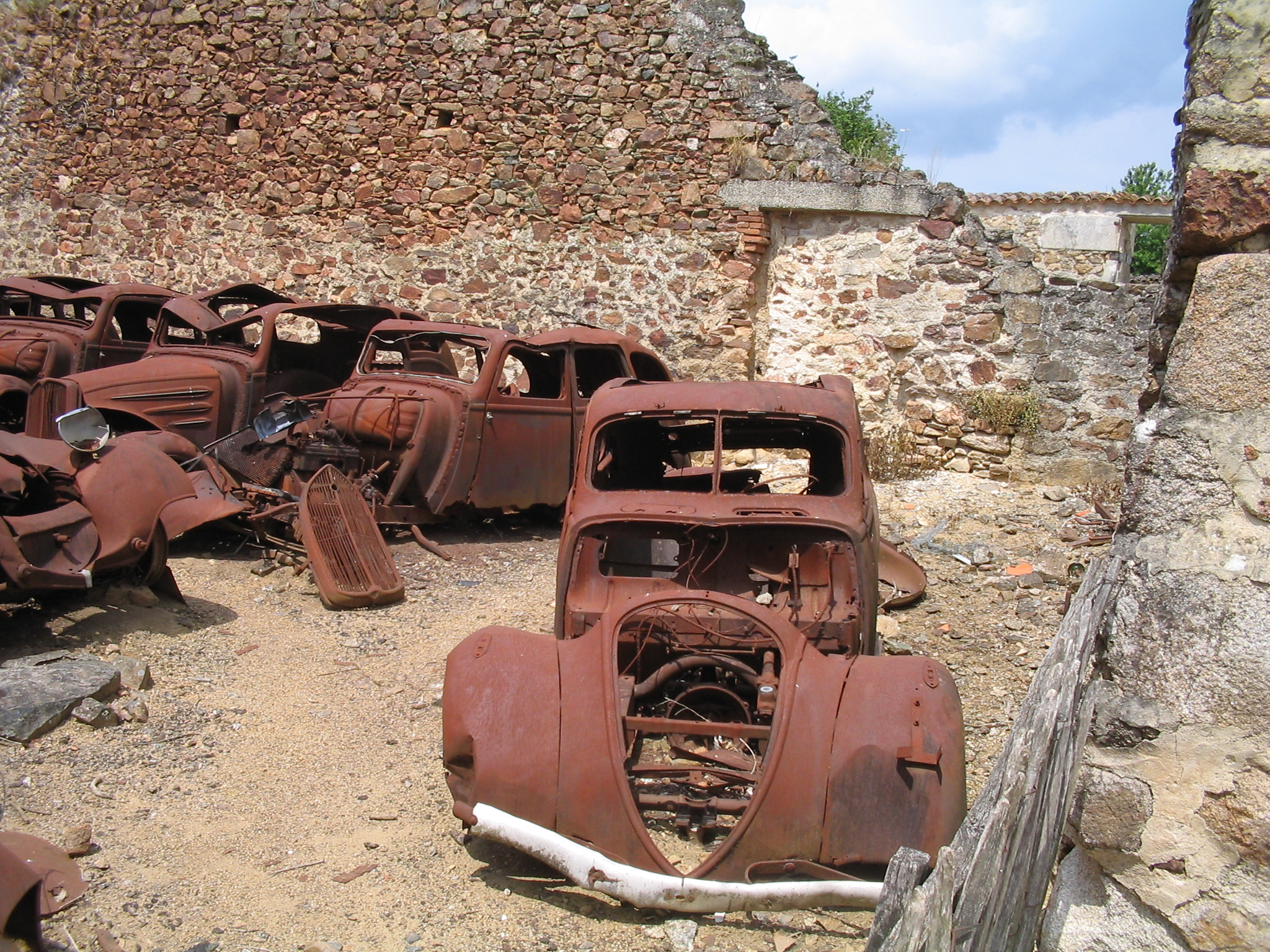
Tönkrement autók